# Raging Stallion Studios
Raging Stallion Studios est une société de production américaine de pornographie gay. Le siège de la société se trouve à San Francisco.

## Historique
La société est créée en 1999 par Chris Ward et J.D. Slater. Chris Ward réalise plusieurs des vidéos du studio. 
Les vidéos de Raging Stallion ont à plusieurs reprises reçu le Grabby Award de la meilleure vidéo fétichiste.
En 2010, Raging Stallion fusionne avec Falcon Entertainment.

## Quelques films
- Sexpack, 2000.
- Hairy Boyz, 2000.
- Cops Gone Bad, 2001, avec Michael Brandon, Chris Steele.
- Gaydreams, 2003.
- Hard as Wood, 2005, avec Rafael Alencar, François Sagat
- Manifesto, 2006, avec François Sagat, Fred Faurtin.
- Lebanon, 2006.
- Grunts: Misconduct, 2007, avec Ricky Sinz, Steve Cruz, Rafael Alencar.
- To the Last Man, 2008, avec Ricky Sinz, Damien Crosse, Logan McCree, Antonio Biaggi.
- Focus/Refocus, 2009, avec Steve Cruz, Damien Crosse, Francesco D'Macho, Wilfried Knight.
- Brutal, 2010.
- The Woods, 2012, avec Jessy Ares, Zeb Atlas, Trenton Ducati, Jimmy Fanz.
- Into Darkness, 2014, avec Boomer Banks, Shawn Wolfe.
- Under My Skin, 2014, avec Boomer Banks, James Ryder, Christian Wilde.
- Clusterfuck!, 2015, avec Dario Beck, Derek Atlas.
- America's Finest, 2015, avec Brent Corrigan.
- Trapped, 2017, avec Colby Keller, Kurtis Wolfe, Jason Vario.
- It's Coming, 2017, avec Adam Ramzy, Beaux Banks.
- Cake Shop, 2020, avec Beaux Banks, Devin Trez, Jason Vario, Donnie Argento
- Mountain Tops, 2021, avec Max Konnor, Chris Damned, Devin Franco
- Blood Moon, 2021, avec Adam Ramzi, Alex Mecum, Boomer Banks
- Strong Suit, 2023, avec Allen King, Beau Butler, Sir Peter
- Overdrive, 2024, avec Beau Butler, Sean Xavier

## Récompenses
- Grabby Awards 2006 : Best All-sex Video pour Arabesque[2]
- Grabby Awards 2007 : Best All-sex Video pour Manifesto[3]
- GayVN Awards 2008 : meilleure image pour Grunts: Misconduct et Grunts: Brothers in Arms[4]
- Grabby Awards 2008 : meilleure vidéo pour Grunts: The New Recruits et Grunts: Brothers in Arms[4]
- XBIZ Award 2010 : film gay de l'année pour Focus/Refocus[5]
- XBIZ Award 2011 : film gay de l'année pour Brutal[5]